# Kanarevo
Kanarevo (en macédonien Канарево) est un village du nord de la Macédoine du Nord, situé dans la municipalité de Staro Nagoritchané. Le village ne comptait aucun habitant en 2002.